# George DeTitta Jr.
George DeTitta Jr. (* 14. Februar 1955) ist ein US-amerikanischer Szenenbildner.

## Leben
DeTitta begann seine Karriere im Filmstab 1981 an der Seite seines Vaters George DeTitta Sr. an Miloš Formans Drama Ragtime. Für diese erste Filmarbeit erhielt er 1982 eine Nominierung für den Oscar in der Kategorie Bestes Szenenbild, die Auszeichnung ging in diesem Jahr jedoch an Jäger des verlorenen Schatzes. Bis 1986 arbeitete er an vier weiteren Spielfilmen gemeinsam mit seinem Vater.
1987 war er bei September erstmals für Woody Allen tätig, bis 1991 wirkte er an fünf dessen Filmen. Für Allens Komödie Radio Days war er zusammen mit Santo Loquasto, Leslie Bloom und Carol Joffe 1988 für einen weiteren Oscar nominiert, konnte jedoch auch diesmal die Auszeichnung nicht gewinnen.
Ab Ende der 1990er Jahre arbeitete er auch für das Fernsehen, unter anderem an den Krimiserien Law & Order: Special Victims Unit und Shades of Blue. Für sein Wirken an der Miniserie Engel in Amerika von Mike Nichols gewann er 2004 einen Primetime Emmy. Zudem war er drei Mal für den Excellence in Production Design Award der Art Directors Guild nominiert, den er 2015 für Birdman oder (Die unverhoffte Macht der Ahnungslosigkeit) gewann.

## Filmografie (Auswahl)
- 1981: Ragtime
- 1983: Die Glücksritter (Trading Places)
- 1985: Susan … verzweifelt gesucht (Desperately Seeking Susan)
- 1986: Geschenkt ist noch zu teuer (The Money Pit)
- 1987: Radio Days
- 1987: September
- 1988: Das Haus in der Carroll Street (The House on Carroll Street)
- 1988: Die grellen Lichter der Großstadt (Bright Lights, Big City)
- 1988: Big
- 1988: Die Waffen der Frauen (Working Girl)
- 1989: Die Glücksjäger (See No Evil, Hear No Evil)
- 1989: Die Teufelin (She-Devil)
- 1990: Zeit des Erwachens (Awakenings)
- 1992: Eine Klasse für sich (A League of Their Own)
- 1992: Der Duft der Frauen (Scent of a Woman)
- 1994: 2 Millionen Dollar Trinkgeld (It Could Happen to You)
- 1995: Sabrina
- 1996: Eraser
- 1996: Rendezvous mit einem Engel (The Preacher’s Wife)
- 1998: Seite an Seite (Stepmom)
- 1999: Schlaflos in New York (The Out-of-Towners)
- 1999: Music of the Heart
- 2000: Shaft – Noch Fragen? (Shaft)
- 2002: Club der Cäsaren (The Emperor’s Club)
- 2006: Der rosarote Panther (The Pink Panther)
- 2007: I Am Legend
- 2007: Michael Clayton
- 2010: Die etwas anderen Cops (The Other Guys)
- 2010: Duell der Magier (The Sorcerer’s Apprentice)
- 2012: Wie beim ersten Mal (Hope Springs)
- 2013: Die Unfassbaren – Now You See Me (Now You See Me)
- 2014: Birdman oder (Die unverhoffte Macht der Ahnungslosigkeit) (Birdman or (The Unexpected Virtue of Ignorance))
- 2015: Ricki – Wie Familie so ist (Ricki and the Flash)

## Auszeichnungen (Auswahl)
- 1982: Oscar-Nominierung in der Kategorie Bestes Szenenbild für Ragtime
- 1988: Oscar-Nominierung in der Kategorie Bestes Szenenbild für Radio Days